# مارتن كوخ
مارتن كوخ (بالألمانية: Martin Koch)‏ هو دراج ألماني، ولد في 4 سبتمبر 1887 في بافاريا في ألمانيا، وتوفي في 1 أغسطس 1961.

## وصلات خارجية
- مارتن كوش على موقع إحصائيات الدراجات الإحترافية (الإنجليزية)
- مارتن كوش على موقع أوليمبيديا (الإنجليزية)